# Dirty Old Town
"Dirty Old Town" és una cançó anglesa escrita per Ewan MacColl el 1949 i popularitzada per the Dubliners, a més d'haver estat enregistrada per molts altres artistes.
La cançó va ser escrita, originalment, sobre Salford, a Lancashire (Anglaterra), la ciutat on MacColl havia nascut i crescut. Originalment la va compondre per omplir un interludi d'un estrany canvi d'escena de la seva obra de teatre Landscape with Chimneys, el 1949, ambientada en una ciutat industrial del nord d'Anglaterra, però amb el temps va guanyar popularitat i es va convertir en una cançó popular entre l'ambient de la música folk britànica.
El primer vers fa referència a una gasolinera que es trobava al costat d'una planta de gas de la ciutat 53° 28′ 50″ N, 2° 16′ 36″ O / 53.4806°N,2.2768°O, i després parla d'un vell canal, que era el canal de Manchester, Bolton & Bury. La frase de la versió original sobre olorar la primavera al "vent de Salford", a vegades, es canta com “el vent sulfúric”. En tot cas, la majoria dels cantants han retirat la referència a Salford, cantant en canvi "smoky wind" (vent boirós).

## Gravacions i interpretacions

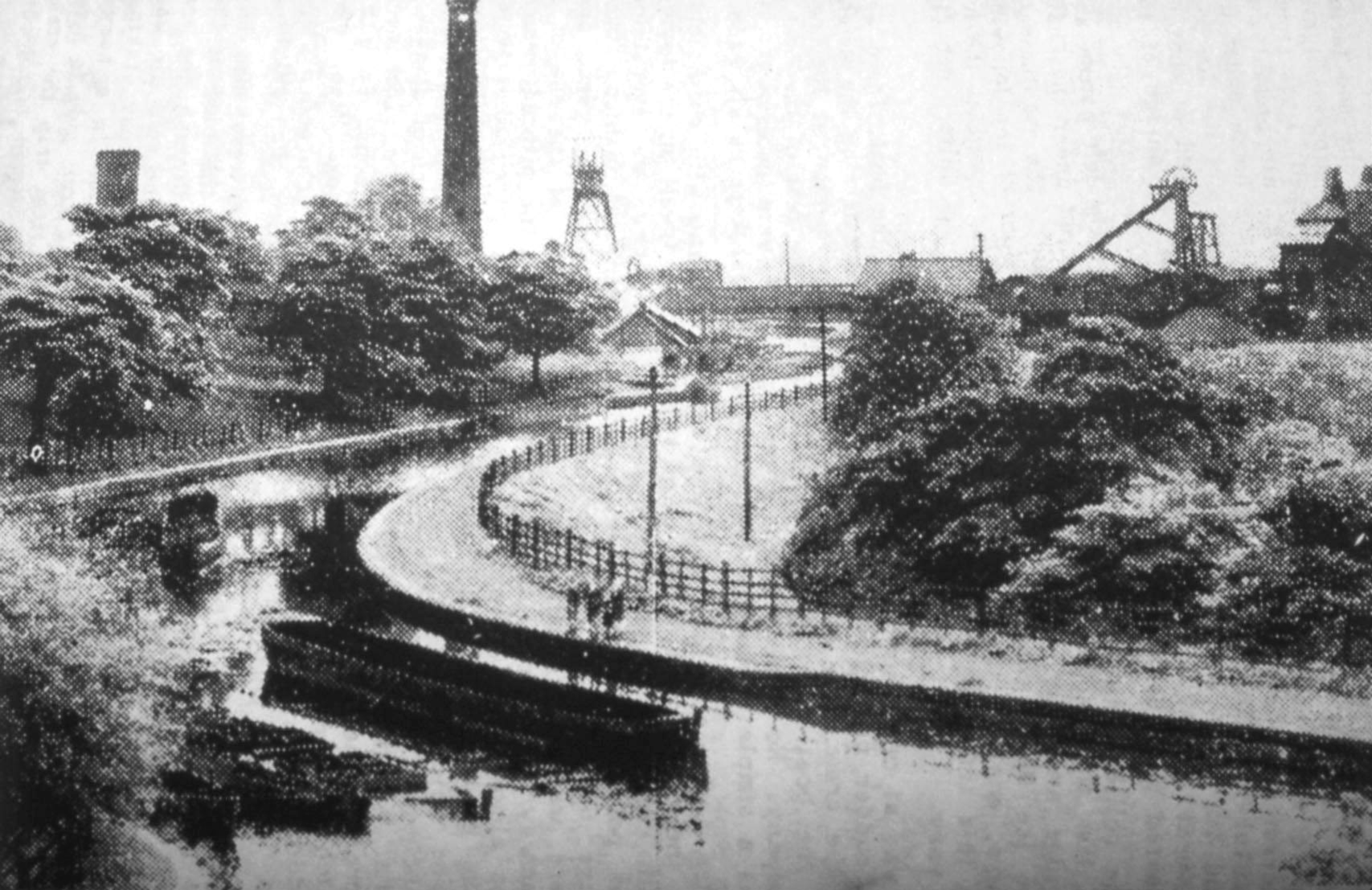
Una part del canal esmentat a la cançó

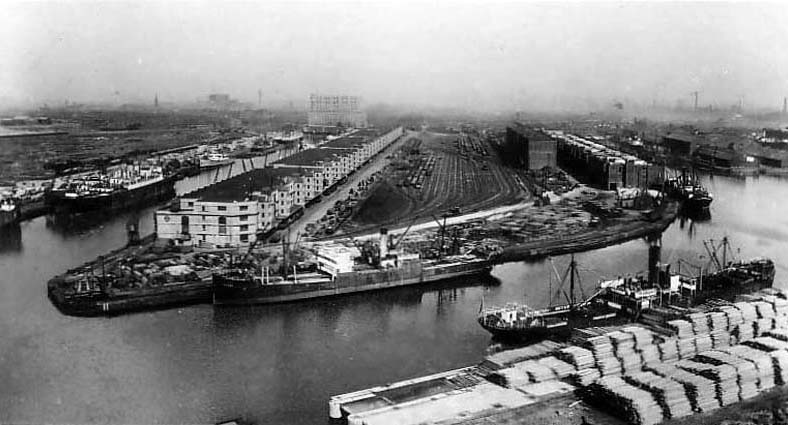
Molls de Salford, una altra localització esmentada a la cançó

Les interpretacions més destacades de la cançó són les següents:
- La primera interpretació en públic de la cançó podria ser en el marc de l'obra de teatre "Landscape with Chimneys", escrita per Thatre Workshop i produïda per Joan Littlewood, 1951
- La primera gravació, del mateix McColl, "Dirty Old Town / Sheffield Apprentice", TRC 56 / 1952
- El revers de "Hard Case / Dirty Old Town", lletra de McColl i Peggy Seeger, Alan Lomax i the Ramblers, Decca F 10787 (single, UK, 1956)
- La cantant de folk Jackie Washington, al seu àlbum de 1962 Jackie Washington[2]
- Rod Stewart, al seu àlbum de 1969 An Old Raincoat Won't Ever Let You Down
- The Pogues, al seu segon àlbum, del 1985, Rum, Sodomy and the Lash, i posteriorment inclosa al final del darrer episodi de la sèrie de televisió Rescue Me.
- Interpretada al funeral de Stéphane Charbonnier, París 2015[3]

## Lletra
A continuació segueix la lletra de la versió de The Pogues:
I met my love by the gas works wall
Dreamed a dream by the old canal
I kissed my girl by the factory wall
Dirty old town
Dirty old town
Clouds are drifting across the moon
Cats are prowling on their beat
Spring's a girl from the streets at night
Dirty old town
Dirty old town
I heard a siren from the docks
Saw a train set the night on fire
I smelled the spring on the smoky wind
Dirty old town
Dirty old town
I'm going to make me a good sharp axe
Shining steel tempered in the fire
I'll chop you down like an old dead tree
Dirty old town
Dirty old town
I met my love by the gas works wall
Dreamed a dream by the old canal
I kissed my girl by the factory wall
Dirty old town
Dirty old town
Dirty old town
Dirty old town